# Thomas E. Dewey

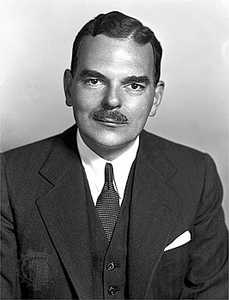
Thomas E. Dewey

Thomas Edmund Dewey (* 24. März 1902 in Owosso, Michigan; † 16. März 1971 in Bal Harbour, Florida) war ein US-amerikanischer Jurist und Politiker der Republikanischen Partei. Er war vom 1. Januar 1943 bis zum 31. Dezember 1954 Gouverneur des Bundesstaates New York. Außerdem war er erfolgloser Kandidat seiner Partei bei den Präsidentschaftswahlen 1944 und 1948, wobei er der erste Präsidentschaftskandidat war, der im 20. Jahrhundert geboren wurde. Während seines politischen Wirkens war Dewey Anführer des liberal-moderaten Parteiflügels der Republikaner, des „Ostküsten-Establishments“, das für einen gemäßigten Kurs eintrat und damit im Konflikt mit den konservativen Elementen der Partei stand.

## Frühere Jahre
Dewey stammte aus Michigan und war in seiner Jugend als Journalist tätig. Später war er zunächst Staatsanwalt in New York und ging mit seinem Team, zu dem u. a. Burton Turkus und William P. Rogers gehörten, gegen das organisierte Verbrechen in der Stadt vor. 1936 gelang die Verurteilung von Lucky Luciano, der 1946 abgeschoben wurde.
Louis Buchalter wurde 1940 verhaftet und 1944 in Sing Sing hingerichtet. Die Ermittlungen gegen den Mafiaboss Albert Anastasia scheiterten jedoch, da der einzige Zeuge Abe Reles 1941 durch einen ungeklärten Fenstersturz während des Polizeigewahrsams ums Leben kam. Sein Vorgehen als Staatsanwalt brachte Dewey, der auch als „gangbusting attorney“ bezeichnet wurde, großen Zuspruch.
Seine Erfolge als Staatsanwalt fanden schon bald Anklang bei führenden Republikanern in New York. Im Jahr 1938 unternahm Dewey den ersten Versuch, zum Gouverneur von New York gewählt zu werden. Obwohl er diese Wahl verlor, fuhr der politisch unerfahrene Dewey einen Achtungserfolg ein, als der populäre Amtsinhaber der Demokraten, Herbert H. Lehman, nur mit einem guten Prozentpunkt Vorsprung bestätigt wurde.

## Nationaler Einfluss und Präsidentschaftskandidaturen

### Präsidentschaftswahl 1940
Trotz seiner politischen Unerfahrenheit wurde Dewey 1940, im Alter von 38 Jahren, wegen seiner Popularität als Staatsanwalt als potentieller Präsidentschaftskandidat seiner Partei gehandelt. Im Frühjahr 1940 entschied er in einer Reihe von Bundesstaaten parteiinterne Vorwahlen für sich. Da die Mehrheit der Delegierten, die den Präsidentschaftskandidaten wählen, 1940 jedoch noch nicht durch Vorwahlen, sondern die lokalen Parteivorstände bestimmt wurden, waren diese Erfolge eher von symbolischem Charakter. Trotzdem wurden Dewey für die Spitzenkandidatur ernsthafte Chancen eingeräumt. Schärfste Konkurrenten wurden die Senatoren Robert A. Taft und Arthur H. Vandenberg. Alle drei Favoriten standen außenpolitisch für einen isolationistischen Kurs verschiedener Ausprägung. Innenpolitisch galt Dewey als gemäßigt, während vor allem Taft für eine deutlicher konservative Politik eintrat. Die Zustimmung zu einer isolationistischen Politik begann jedoch, vor dem Parteitag zu schwinden nach der Niederlage Frankreichs gegen Nazideutschland im Juni 1940. Diese Ereignisse führten in der bis dato eher isolationistisch eingestellten US-Öffentlichkeit zu einem Sturm der Entrüstung. Auch in der Republikanischen Partei wurden die Stimmen lauter, einen Kandidaten aufzustellen, der mehr dem Internationalismus zugeneigt war. Für Taft und Vandenberg schwanden damit die Chancen, nominiert zu werden. Dewey wurde unterdessen in diesen kritischen Zeiten als zu unerfahren für das Weiße Haus angesehen. Auf dem republikanischen Parteitag konnte sich dann überraschend der Anwalt und Geschäftsmann Wendell Willkie durchsetzen. Willkie stand für eine aktive Außenpolitik und trat innenpolitisch für einen moderaten Kurs ein. Wie auch Dewey lehnte er die von Präsident Franklin D. Roosevelt eingeleiteten Sozialreformen des New Deal nicht als Ganzes ab, sondern wollte die Programme effizienter gestalten. Am Ende musste sich Willkie Roosevelt geschlagen geben, der als einziger US-Präsident für eine dritte Amtszeit gewählt wurde.

### Kandidatur 1944

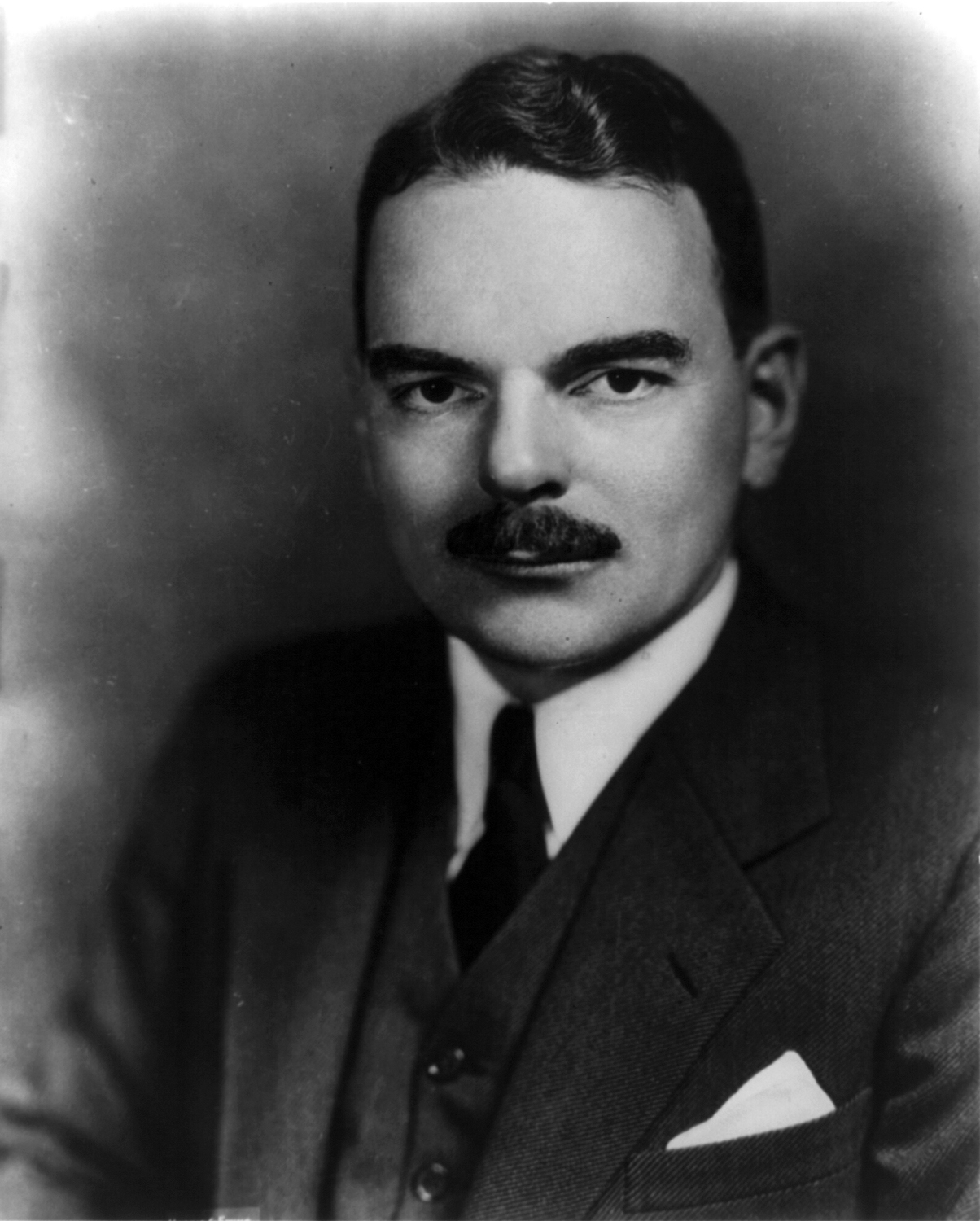
Thomas E. Dewey

1944 unternahm Dewey seinen zweiten Anlauf für das Weiße Haus. Wie schon 1940 konnte er eine Reihe von Vorwahlen für sich entscheiden. Da er als Gouverneur des damals bevölkerungsreichsten Bundesstaates substanziellen Einfluss in der Partei hatte, waren seine Chancen, aufgestellt zu werden, dieses Mal deutlich besser, zumal er als Gouverneur schon Regierungspraxis vorzuweisen hatte. Im Sommer 1944 setzte er sich dann tatsächlich gegen mehrere Mitbewerber durch und wurde mit 42 Jahren einer der jüngsten Präsidentschaftsbewerber einer großen Partei. Zur Befriedung des konservativen Parteiflügels war Dewey damit einverstanden, den Gouverneur von Ohio, John W. Bricker, als Running Mate und Vizepräsidentschaftskandidaten zu akzeptieren.
Der Wahlkampf fand während der kritischen Endphase des Zweiten Weltkrieges statt. Außenpolitisch gab es nur wenig Unterschiede zwischen Dewey und Amtsinhaber Roosevelt. Auch Dewey lehnte Verhandlungen mit dem NS-Regime kategorisch ab und trat für eine Fortsetzung des Krieges bis zur Kapitulation der Achsenmächte ein. Er stand jedoch der vom Präsidenten forcierten Gründung der UNO zunächst skeptisch gegenüber. Innenpolitisch setzte er wie schon Willkie vier Jahre vorher auf moderate Kritik am New Deal. Anders als die Konservativen in der Partei war Dewey kein Gegner des Sozialstaates, er wollte diesen nur effizienter und wirtschaftsfreundlicher ausrichten. Die Demokraten unter Roosevelt bezichtigten die Opposition dennoch, die Reformen revidieren zu wollen. Darüber hinaus porträtierte Amtsinhaber Roosevelt seinen Kontrahenten als zu unerfahren, die USA in diesem kritischen Kriegszeiten zu führen. Dewey vermied zwar direkte Angriffe auf den nach wie vor populären Präsidenten, bezeichnete diesen aber als „müden alten Mann“ („tired old man“), der von einem Kabinett voller müder alter Männer umgeben sei. Ernsthafte Siegchancen wurden Dewey jedoch während des Wahlkampfes im Herbst 1944 nicht eingeräumt. Vor allem militärische Erfolge der Alliierten verschafften Roosevelt einen großen Vorteil. Am Wahltag, dem 7. November 1944, siegte Roosevelt wie erwartet mit 53,4 % der Stimmen über Dewey, der 45,9 % erhielt. Der Amtsinhaber gewann in 36 Bundesstaaten, darunter auch in New York, während Dewey in zwölf Staaten siegreich war. Damit fiel das Ergebnis im Electoral College mit 432 zu 99 deutlich zu Roosevelts Gunsten aus, der damit für eine vierte Amtsperiode bestätigt wurde. Dewey konnte jedoch einen Sieg im New Yorker Dutchess County für sich verbuchen, in dem beide Kandidaten ihren Wohnsitz hatten (es war das einzige Mal in der amerikanischen Geschichte, dass beide Bewerber der großen Parteien im selben County wohnhaft waren). Seine Niederlage nahm Dewey gelassen auf und forderte seine Anhänger in diesen Kriegszeiten zu Loyalität mit dem Präsidenten auf. Dewey erhielt das beste Ergebnis aller vier Republikaner, die gegen Roosevelt angetreten waren.

### Kandidatur 1948

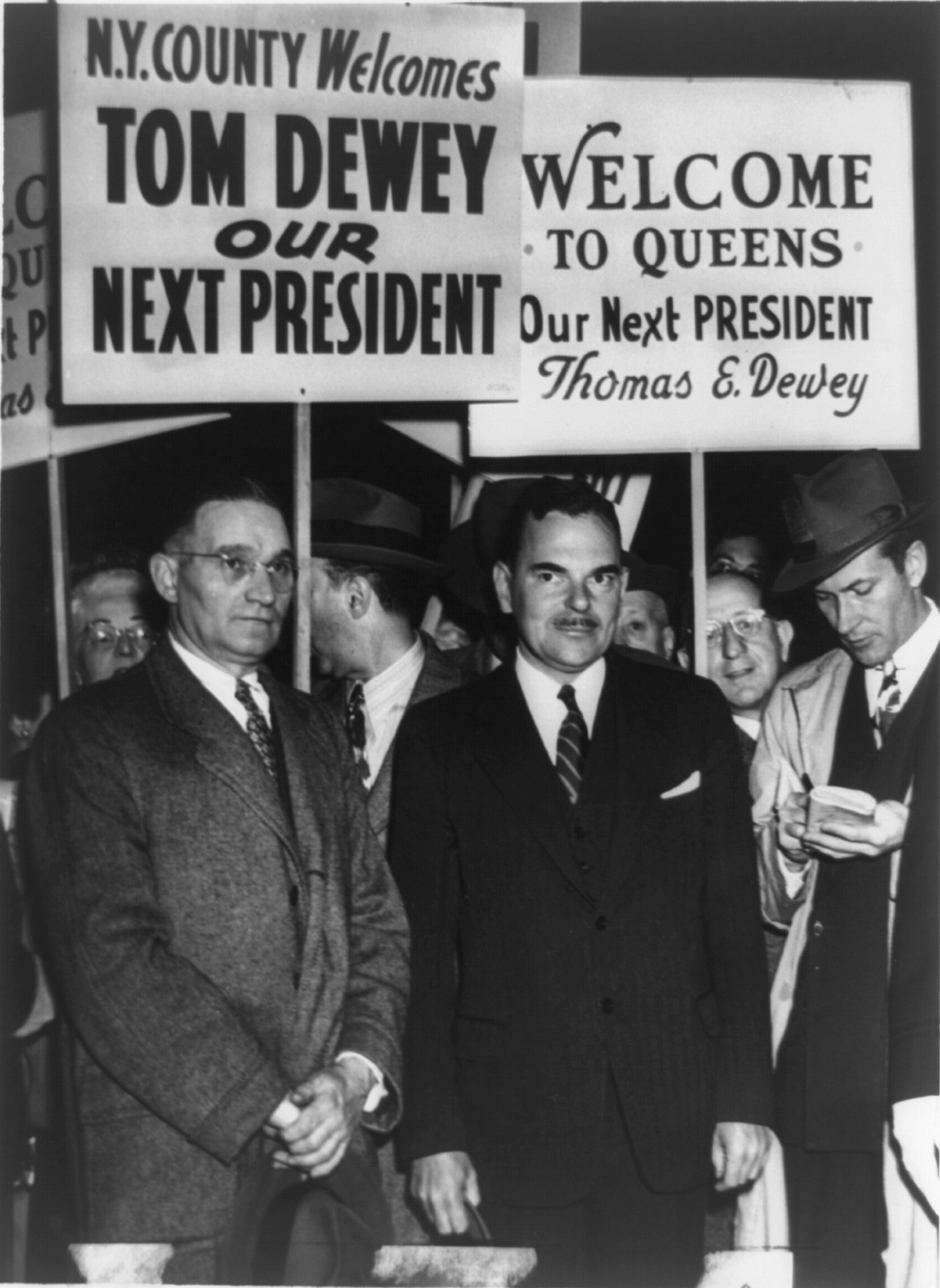
Dewey (rechts) im Wahlkampf 1948

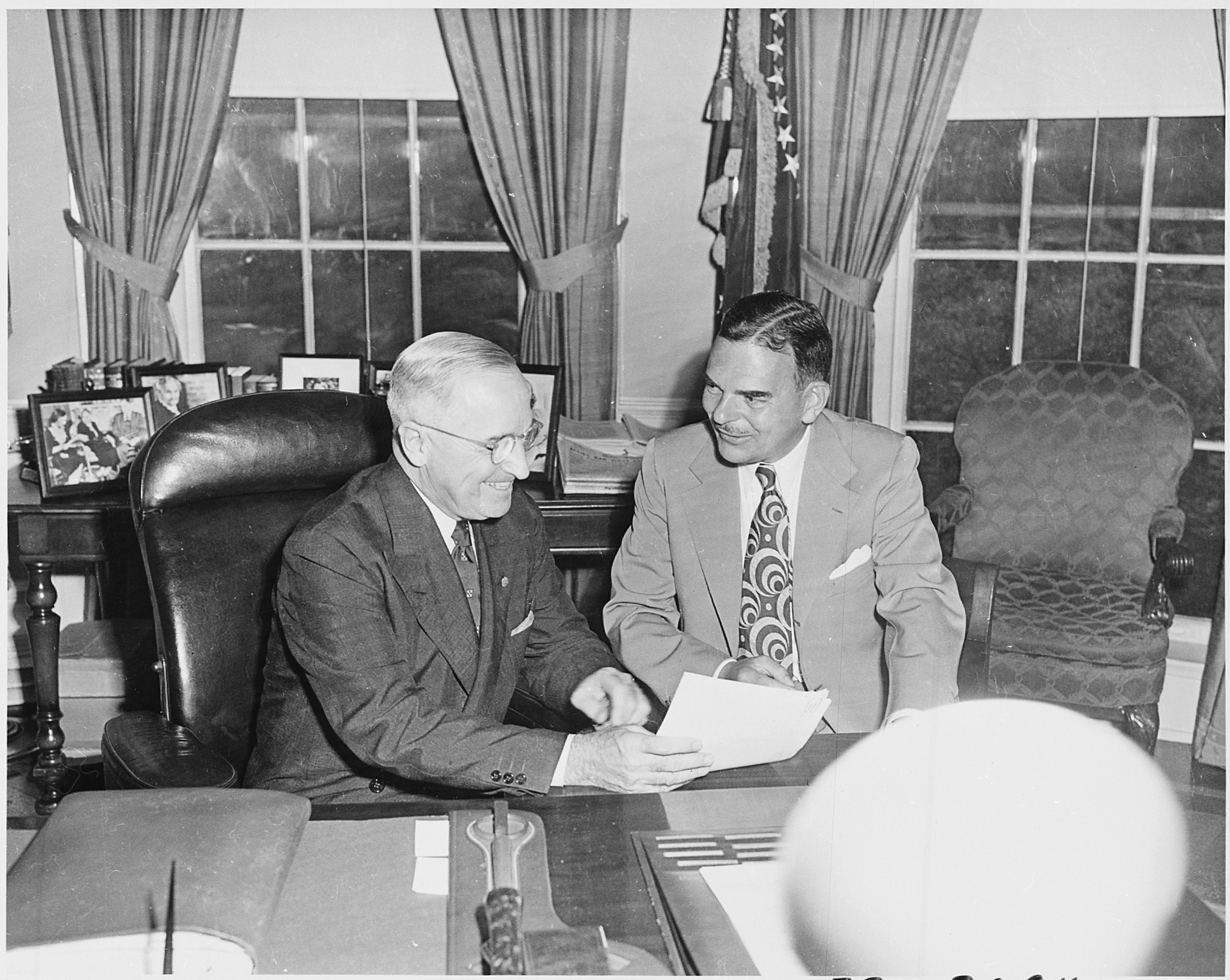
Thomas E. Dewey (rechts) bei einem Gespräch mit Präsident Harry S. Truman im Oval Office (1951)

Vier Jahre nach seiner Niederlage gegen Roosevelt kandidierte Dewey ein weiteres Mal für die Präsidentschaft. Da die Republikaner bereits auf 16 Jahre der Machtabstinenz im Weißen Haus zurückblickten und bei der Wahl 1946 zum ersten Mal seit 1933 wieder die Mehrheit in beiden Häusern des Kongresses errungen hatten, war die Nominierung besonders umkämpft, da man sich dieses Mal gute Siegchancen ausrechnete. Am Ende setzte sich Dewey erneut durch. Vizepräsidentschaftskandidat wurde der innenpolitisch ebenfalls liberale Gouverneur von Kalifornien, Earl Warren.
Meinungsumfragen und politische Beobachter gingen im Vorfeld von einem sicheren Sieg Deweys aus. Der demokratische Amtsinhaber Harry S. Truman, der nach Roosevelts Tod 1945 die Führung des Landes angetreten hatte, galt als unpopulär und war auch parteiintern nicht unumstritten. Sowohl der linke als auch der konservative Flügel der Demokraten schickte eigene Bewerber ins Rennen, womit man weitere Verluste für Truman erwartete. Dewey glaubte daher, er könne die Wahl gewinnen, indem er kritische Themen nicht ansprach und größere Fehler vermied. So enthielten seine Aussagen wenig Substanz und wurden teils als banal empfunden (etwa Aussagen wie: „Die Zukunft liegt vor uns“). Präsident Truman führte einen energischen Wahlkampf und griff den republikanischen Kongress ungewöhnlich scharf an. Es gelang ihm, den unpopulären Kongress mit Dewey in Verbindung zu bringen, obwohl dessen Positionen meist liberaler als jene der Senatoren und Abgeordneten seiner Partei waren. Obgleich der Amtsinhaber in den finalen Wochen und Monaten in Umfragen beständig aufholte, rechneten die Medien fest mit einem Sieg Deweys. Die Präsidentschaftswahl am 2. November 1948 gewann Truman dann jedoch völlig überraschend. Er schlug Dewey mit 49,6 % zu 45,1 % der Stimmen sowie 303 gegen 189 Wahlmänner.

### Rolle im Wahlkampf 1952
Dewey machte bereits frühzeitig klar, 1952 nicht noch einmal für die Präsidentschaft kandidieren zu wollen. Dennoch war er innerparteilich nach wie vor eine einflussreiche Größe und unterstützte daher General Dwight D. Eisenhower, der sich innerparteilich zunächst gegen den konservativeren Robert A. Taft durchsetzen musste. Der politisch wenig erfahrene Eisenhower stand innenpolitisch wie auch Dewey für einen gemäßigten Kurs. Auch die Nominierung Richard Nixons zum Vizepräsidenten fand Deweys Zustimmung. Eisenhower konnte sich schlussendlich durchsetzen und wurde im November des Jahres zum Präsidenten gewählt. Einen Regierungsposten lehnte Dewey nach Eisenhowers Amtsantritt ab.

## Gouverneur von New York
Nach seiner knappen Wahlniederlage von 1938 kandidierte Dewey 1942 erneut für das Gouverneursamt und wurde dieses Mal auch gewählt. Sein neues Amt als Regierungschef des damals bevölkerungsreichsten Bundesstaates trat Dewey am 1. Januar 1943 an. Er wurde im Anschluss 1946 und 1950 wiedergewählt.
Als Gouverneur verfolgte Dewey eine gemäßigte Politik. Im Gegensatz zum konservativen Parteiflügel war er ein Befürworter des Sozialstaates, der unter seiner Regierung in New York sogar ausgeweitet wurde. Darüber hinaus gelang es ihm, die von seinen demokratischen Vorgängern initiierten Sozialreformen zu optimieren. So gestaltete ein umfassender Bürokratieabbau die Programme effizienter, was zusammen mit moderaten Steuersenkungen (speziell für den Mittelstand) zu einem robusten Wirtschaftswachstum führte. Auch den Ausbau der Infrastruktur trieb seine Regierung voran. In der Verwaltung des Bundesstaates verkleinerte Dewey den Staatsapparat und sorgte für substanzielle Gehaltserhöhungen der Staatsdiener, besonders bei den unteren Einkommen. Auch die Ausgaben für das Bildungswesen wurden substanziell erhöht. Trotzdem gelang es dem Gouverneur, der Deficit spending ablehnte, stets einen schuldenfreien Haushalt vorzulegen und Altschulden zu tilgen.
Dewey verfolgte in gesellschaftspolitischen Fragen überwiegend liberale und progressive Konzepte. Lediglich in der Frage der Todesstrafe trat er für einen konservativen Kurs ein; so vollzog der Staat New York 90 Hinrichtungen während seiner Zeit als Gouverneur. Wegweisend war jedoch sein Eintreten für die Gleichberechtigung von Afroamerikanern, Dewey war entschiedener Gegner von Rassendiskriminierung. Kurz nach seinem Amtsantritt wurden mehrere Anti-Diskriminierungsgesetze verabschiedet. New York war unter seiner Führung der erste US-Bundesstaat, der Rassendiskriminierung am Arbeitsplatz mit einem 1943 von Dewey unterzeichneten Gesetz unter Strafe stellte.
Zur Gouverneurswahl 1954 verzichtete Dewey auf eine vierte Amtszeit; sein Mandat lief turnusgemäß mit Ende des 31. Dezember 1954 aus. Sein Nachfolger wurde der Demokrat W. Averell Harriman, der sich in einer äußerst knappen Entscheidung gegen den von Dewey favorisierten US-Senator Irving Ives durchsetzen konnte.

## Späteres Leben

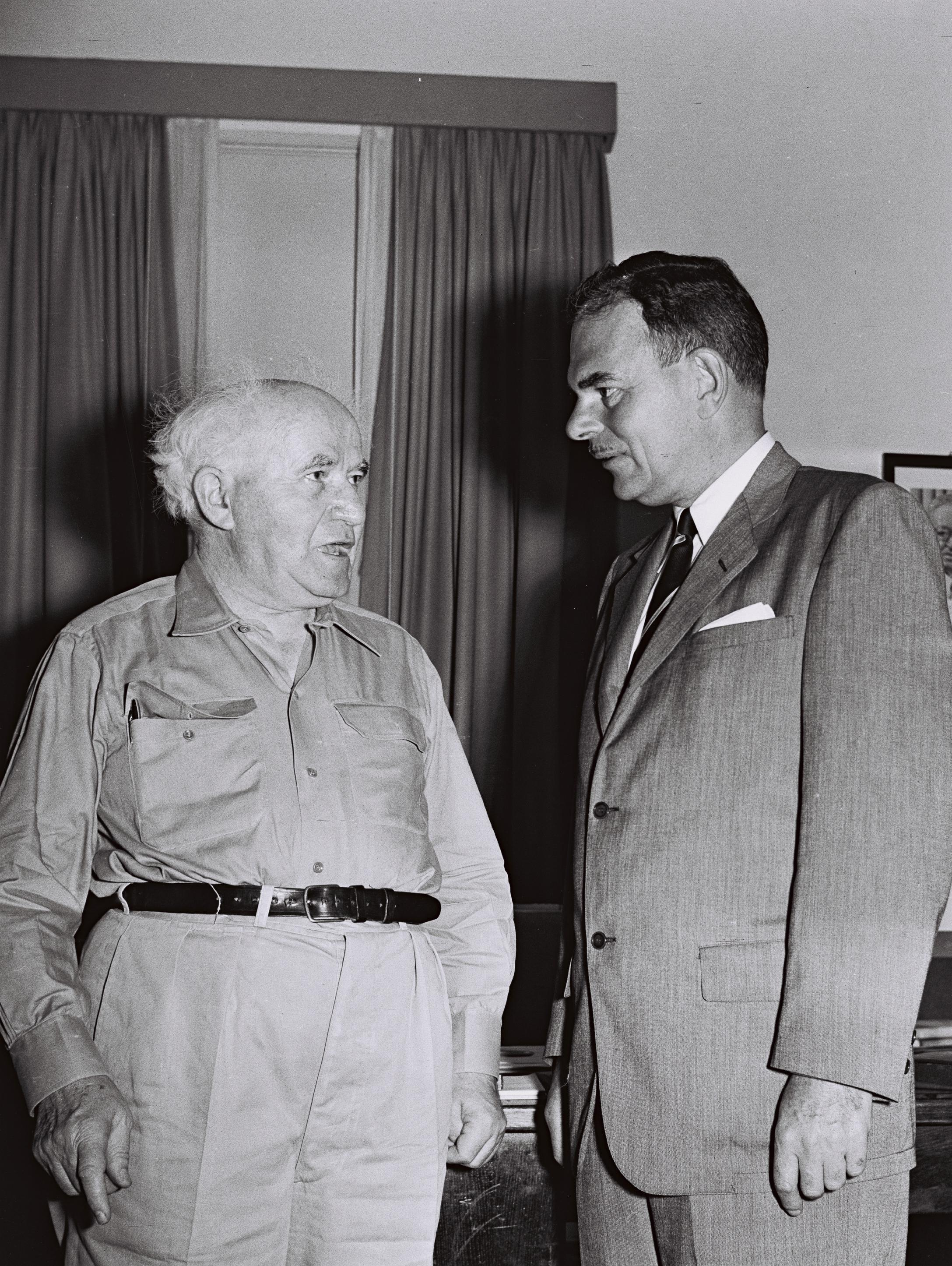
Dewey (rechts) mit dem israelischen Premierminister David Ben-Gurion im Oktober 1955

Nach seinem Ausscheiden aus der Politik arbeitete er ab 1955 als Rechtsanwalt bei der Anwaltskanzlei Dewey Ballantine. 1958 unterstützte er die Gouverneurskandidatur seines Parteifreundes Nelson Rockefeller. Auch als Rockefeller dann Gouverneur wurde, erhielt er Deweys Unterstützung. Wie Dewey verfolgte Rockefeller eine überwiegend liberale Politik. Lediglich in finanzpolitischen Fragen waren sich beide Politiker uneinig; Dewey sah die unter Rockefeller ansteigende Staatsverschuldung kritisch. Thomas Dewey starb im Jahr 1971 an einem Herzinfarkt in Florida.
Der New York State Thruway (Governor Thomas E. Dewey Thruway) ist nach ihm benannt.

## Verarbeitung in der Literatur
In dem mit dem National Book Critics Circle Award und der William-Dean-Howells-Medaille ausgezeichneten Roman Billy Bathgate, der im Jahr 1935 spielt, schildert E. L. Doctorow die Maßnahmen, die Dewey gegen den Mobster Dutch Schultz ergreift. 